# Виктор Шустиков
Виктор Михајлович Шустиков (рус. Ви́ктор Миха́йлович Шу́стиков; 28. јануар 1939) бивши је руски и совјетски фудбалер и тренер. Заслужни мајстор спорта СССР-а (1969). 

## Биографија
Прве мечеве у каријери је одиграо 1953. године за омладински тим спортског клуба Фили. Целу професионалну каријеру је наступао само за један клуб, Торпедо из Москве. За свој тим одиграо је чак 427 мечева и одиграо 253 утакмице у низу без измене. Други (после Олега Блохина) по броју одиграних мечева у првенству СССР — 427 утакмица. Био је капитен Торпеда од 1968. до 1972. године. На крају каријере постао је тренер у клубу Торпедо Москва (1974-1980). Почетком 1980-их завршио је Вишу технолошку школу. Од 1983. године — главни тренер клуба Волгар из Астрахана. Клуб је напустио због породичних проблема.
Прву утакмицу за репрезентацију СССР одиграо је 22. септембра 1963. против Мађарске, која је завршена нерешеним резултатом 1:1. Укупно је одиграо 8 утакмица за репрезентацију СССР-а (последњи меч је одиграо 29. новембра 1964. против Бугарске, који је завршен нерешеним резултатом 0:0). Одиграо је једну утакмицу за олимпијски тим СССР-а 1964. године. Био је у саставу репрезентације Совјетског Савеза на Европском фудбалском првенству 1964. године, са екипом је освојио сребрну медаљу. Последњи је преживели играч репрезентације СССР-а који је играо у финалу Европског првенства 1964. године.
Ожењен. Син Сергеј Викторович (1970—2016) играо је за Торпедо, олимпијски тим СССР-а и тим ЗНД. Унук Сергеј Сергејевич (рођен 1989) такође је играо за Торпедо.

## Успеси

### Клуб
- Првенство СССР: 1960, 1965.
- Куп СССР: 1960, 1968, 1972.

### Репрезентација
СССР
- Европско првенство друго место: Шпанија 1964.